# Raymond Rougeau
Raymond Rougeau (nacido el 18 de febrero de 1955) es un presentador de televisión canadiense , comentarista y luchador profesional retirado . Actualmente está firmado con WWE como comentarista en francés.

## Carrera
Raymond Rougeau comenzó a entrenar con su padre Jacques Rougeau, Sr. y su tío abuelo Eddie Auger a la edad de catorce años. Debutó en 1971 a la edad de dieciséis años en Joliette para la promoción de su padre en Montreal como babyface . En 1974 él y su padre lucharon contra The Love Brothers en Toronto. En 1976, Raymond se mudó a Atlanta, Georgia, para trabajar para Jim Barnett en la National Wrestling Alliance (NWA) junto con su amigo cercano Pierre Lefebvre . En 1985, él y su hermano Jacques Rougeau Jr. pelearon contra Ron y Jimmy Garvin en Montreal.

### World Wrestling Federation

#### The Fabulous Rougeaus (1986–1990)
En febrero de 1986, Raymond y su hermano se unieron a la World Wrestling Federation , debutando durante una gira por Australia. Durante su primer año con la compañía, se enfrentaron y derrotaron a dúos como The Hart Foundation ( Bret Hart y Jim Neidhart ), The Moondogs , Jimmy Jack y Dory Funk, Jr. , y The Dream Team ( Greg Valentine y Brutus Beefcake ).
Aunque perdieron su partido en WrestleMania III en 1987 ante Valentine y Beefcake, molestaron brevemente a The Hart Foundation por el WWF Tag Team Championship en el Foro de Montreal el 10 de agosto de ese año. La decisión fue revertida a una descalificación y el campeonato regresó, ya que los retadores ganaron inicialmente después de usar el megáfono de Jimmy Hart como arma.
Después de dos años en la Federación, The Fabulous Rougeaus (Jacques y Raymond) se volvió loco cuando participaron en un ángulo en el que los hermanos canadienses fueron anunciados como "De Canadá, pero pronto se trasladarán a los Estados Unidos", y tuvieron una molestia intencional tema de entrada en el que cantaron (en parte en francés) acerca de ser " All-American Boys " y ahora tenían a Jimmy Hart como su mánager (The Rougeaus también fue brevemente acusado de ser de Memphis, Ciudad natal de Jimmy Hart). También ondeaban pequeñas banderas americanas, enfureciendo a los fanáticos, que cuestionaban su sinceridad e intentaban con humor comenzar a "¡Estados Unidos!" cánticos, lo que condujo a más "calor" negativo del ventilador. Según Jacques, la antipatía generalizada de los fanáticos estadounidenses inspiró a Vince McMahon a convertirlos en villanos. Se pelearon con The Killer Bees , The Hart Foundation (que se había vuelto cara a cara), The Bushwhackers y The Rockers durante su carrera.
Raymond entró en semi-retiro tres meses después de SummerSlam en 1989. Su último partido en la WWF fue en el Royal Rumble en 1990, que los hermanos Rougeau perdieron ante The Bushwhackers.

#### Comentarista (1992–2002)
A finales de 1992, Rougeau reemplazó a Edouard Carpentier como comentarista de juego por juego para la programación WWF sindicada en Francia distribuida a Quebec , Europa y África . Comentó junto a Jean Brassard desde 1994-1999, luego durante un corto período con Philippe Hartman 2000-2002.
Como su hermano todavía era un competidor activo como la mitad de The Quebecers junto a Pierre , Pierre se volvió y comenzó a atacar a Jacques. Raymond dejó la mesa de comentarios y corrió hacia el ring para salvar a su hermano. Rougeau más tarde acompañó a Jacques en su primer partido de retiro en la WWF, celebrado en Montreal.
Rougeau también fue entrevistador y presentador en la programación de WWF en 1993 y 1994.
Rougeau salió de su retiro el 8 de agosto de 1996 para enfrentarse a Owen Hart en un combate de boxeo en el Montreal Molson Center durante un espectáculo de la WWF a pesar de no estar activo como competidor durante años.
Rougeau volvió a retirarse en marzo de 1998, cuando se unió con Jacques y Carl Ouellet para derrotar a Adam Copeland , Shawn Stasiak y Tom Brandi en un combate oscuro para WWF Shotgun Saturday Night .
En 2000, Rougeau participó en el evento " Lutte 2000 ", donde derrotó a Richard Charland .
Rougeau dejó el WWF a principios de 2002 cuando dejó de producir ediciones francesas de su programación.

### Regreso a WWE (2017-presente)
En mayo de 2017, se anunció que Rougeau regresaría a la WWE como comentarista en francés.

## Campeonatos y logros
- Lutte Internationale (Montreal)
  - Canadian International Tag Team Championship (6 veces) -  con Jacques Rougeau (4) & Pat Patterson) (2)

- National Wrestling Alliance
  - NWA Montreal Junior Heavyweight Championship (1 vez)

- Pro Wrestling Illustrated
  - 291 en el ranking de los 500 mejores luchadores individuales en  PWI 500 (1994)

- Datos: Q3421127